# Govinda
«Govinda» (рус. Говинда) — песня группы Radha Krishna Temple, изданная в 1970 году лейблом Apple Records в виде сингла. Представляет собой индуистскую санскритскую молитву из «Брахма-самхиты», записанную в виде поп-песни. В 1971 году песня была включена в альбом The Radha Krsna Temple. Джордж Харрисон выступил продюсером песни и альбома. Полную оркестровку для песни сделал Джон Бархэм, также принявший участие в работе над альбомами Харрисона All Things Must Pass и Living in the Material World. Сингл «Govinda» поднялся до 23-го места в UK Singles Chart. В 2010 году композиция вошла в изданный лейблом Apple Records сборник лучших песен Come and Get It: The Best of Apple Records.
Песня настолько понравилась основателю Международного общества сознания Кришны (ИСККОН) Бхактиведанте Свами Прабхупаде (1896—1977), что он распорядился ежедневно играть её во всех храмах ИСККОН во время утренних богослужений.
На Зимних Олимпийских играх 2006 года в Турине фигуристы Анастасия Гребёнкина и Вазген Азроян использовали песню в качестве музыкального сопровождения в произвольной программе.